# Cửa sông Dee
Cửa sông Dee (tiếng Wales: Aber Dyfrdwy) là một cửa sông lớn của sông Dee chảy vào vịnh Liverpool. Cửa sông bắt đầu gần Shotton kéo dài khu vực giao thông đường thủy năm dặm (8 km), cửa sông mở rộng vài dặm chia cắt một bên là bán đảo Wirral ở phía tây nam nước Anh và một bên là Flintshire ở Đông Bắc xứ Wales. Khu vực này là khu vực đặc biệt được bảo vệ.
Diện tích 13.679,7 hecta (136,797 km²). Được chỉ định 17 tháng 7 năm 1985. Tọa độ .

## Địa chất
Cửa sông là không bình thường vì lượng nước ít nhưng nó chiếm một lưu vực rộng lớn. Một giả thuyết được lý giải cho rằng từng có các con sông lớn hơn như Severn hoặc Mersey chảy vào sông Dee. Nghiên cứu hiện nay là cửa sông có nguồn gốc bởi sự di chuyển của băng theo hướng đông nam từ biển Ailen trong thời kỳ băng hà kéo dài, khiến khu vực xói mòn bởi băng nên rộng nhưng lại nông; có nhiều than bùn trong khu vực đáy. Các phần bên trong thì đã được lấp đầy bởi cát và sỏi từ lâu, sau đó là sự lấp đầy bởi bùn và phù sa liên tục kể từ đó.

## Bảo tồn
Cửa sông là một khu vực động vật hoang dã lớn và là một trong những cửa sông quan trọng nhất ở Anh, trong số những khu vực quan trọng nhất ở châu Âu đối với quần thể cá sấu và chim hoang. Cơ quan Môi trường là Cơ quan Bảo tồn, cửa sông được bảo vệ bao gồm các phương án:
- Địa điểm được quan tâm khoa học đặc biệt (SSSI)
- Khu vực bảo vệ đặc biệt (SPA)
- Khu vực biển nhạy cảm (SMA)
- Địa điểm Natura 2000
- Công ước Ramsar

Phần lớn diện tích cửa sông nằm trong Khu bảo tồn thiên nhiên cửa sông Dee của RSPB.

## Ngư nghiệp
Cửa sông hỗ trợ một số nghề cá tự nhiên quan trọng, bao gồm đánh bắt cá hồi, cũng như nghề cá biển và đánh bắt hải sản khác, đặc biệt là sò.